# Кардиолипин
Кардиолипин — фосфолипид, который является важным компонентом внутренней мембраны митохондрий, липидный состав которой включает около 20 % кардиолипина. Кардиолипин во внутренней мембране митохондрий клеток млекопитающих и растительных клеток необходим для функционирования многочисленных ферментов, участвующих в энергетическом обмене. Кардиолипин также встречается в мембранах бактерий.
Происхождение названия «кардиолипин» связано с открытием этого соединения: впервые кардиолипин был выделен из мышечной ткани сердца быка в начале 1940-х годов.
В зарубежной биохимической литературе для кардиолипина используют сокращение «CL».

## Структура

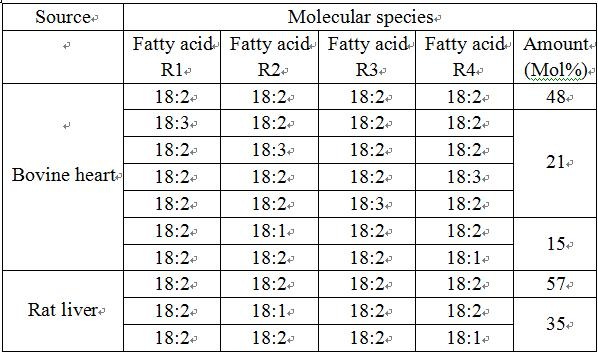
Кардиолипин в тканях животных

Кардиолипин представляет собой дифосфатидилглицерол: два фосфатидилглицерола соединены с глицеролом, формируя димерную структуру. Таким образом, кардиолипин имеет четыре хвоста жирных кислот и два остатка ортофосфорной кислоты.
Четыре алкильных группы кардиолипина открывают широкие возможности для разнообразия. Однако в большинстве животных тканей кардиолипин содержит C18-цепи с двумя ненасыщенными связями в каждой из них. Возможно, (18:2)-4 конфигурация радикальных групп является важным структурным требованием для высокой аффинности кардиолипина к белкам внутренней мембраны митохондрий млекопитающих, хотя, согласно некоторым исследованиям, важность этой конфигурации зависит от рассматриваемого белка.

Бициклическая структура кардиолипина

Каждый из фосфатов кардиолипина может связать один протон. При этом ионизация одного фосфата происходит при значении pH, сильно отличном от кислотности среды, при которой ионизуются обе фосфатные группы: pK1 = 3, pK2 > 7.5. Поэтому при нормальных физиологических условиях (значение pH примерно равно 7) кардиолипин несёт только один отрицательный элементарный заряд. Гидроксильные группы (-OH and -O-) фосфатов образуют при этом внутримолекулярные водородные связи с центральной гидроксильной группой глицерола, формируя бициклическую резонансную структуру. Эта структура связывает один протон, который затем используется при окислительном фосфорилировании. Такая бициклическая структура «головки» кардиолипина очень компактна, и «головка» этого фосфолипида мала относительно большого «хвоста», состоящего из четырёх длинных цепей.

## Метаболизм

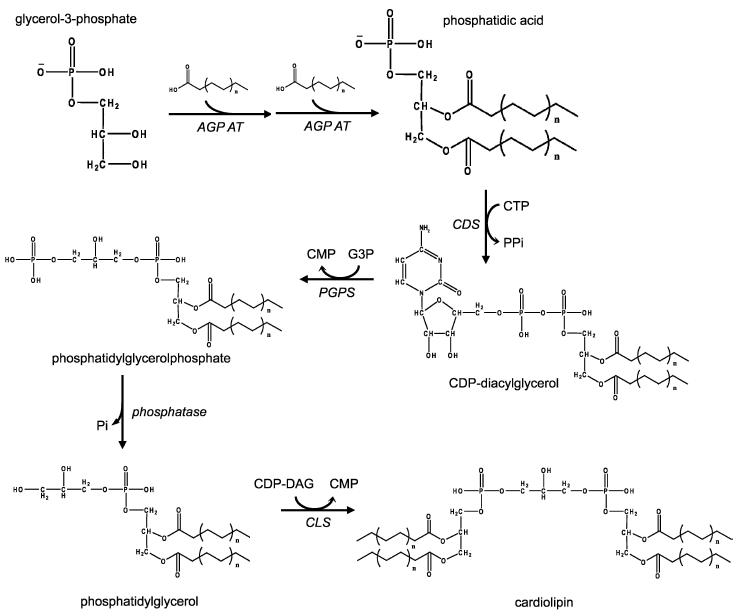
Синтез кардиолипина у эукариот

### Метаболический путь у эукариот
Кардиолипин образуется из фосфатидилглицерола(PG), который в свою очередь синтезируется из CDP-диацилглицерола(CDP-DAG ) и глицерол-3-фосфата(G3P).
У дрожжей, растений и животных процесс синтеза кардиолипина, как считается, протекает в митохондриях. Первый этап — ацилирование глицерол-3-фосфата(G3P) ферментом глицерол-3-фосфат ацилтрансферазой(AGP-AT). Затем ацилглицерол-3-фосфат может быть повторно ацилирован этим же ферментом с образованием фосфатидной кислоты. Фермент CDP-DAG синтаза (фосфатидат цитидилтрансфераза) участвует в последующем превращении фосфатидной кислоты в цитидиндифосфат-диацилглицерол (CDP-DAG). Следующий этап процесса — присоединение G3P к CDP-DAG и превращение в фосфатидилглицеролфосфат (PGP) с участием фермента PGP синтазы(PGPS). Затем происходит дефосфорилирование (с помощью PTPMT1) с образованием фосфатидилглицерола (PG). На последней стадии синтеза еще одна молекула CDP-DAG используется для связывания с PG, в результате чего и образуется молекула кардиолипина. Эта реакция катализируется ферментом кардиолипин синтазой (CLS), локализованной в митохондриях..

### Метаболический путь у прокариот
В бактериях дифосфатидилглицерол синтаза катализирует перенос фосфатидной группы одного фосфатидилглицерола на свободную 3’-гидроксильную группу другого. В некоторых физиологических условиях реакция может происходить в обратном направлении, в таком случае происходит расщепление кардиолипина.

## Функции

### Изменение структуры полимерных комплексов
Благодаря особенной бициклической структуре кардиолипина изменение pH и присутствие бивалентных катионов могут способствовать изменениям в его структуре. Для кардиолипина свойственно большое разнообразие различных форм образуемых им полимеров. Установлено, что наличие в присутствии Ca2+ или других бивалентных катионов у кардиолипина возможен переход из ламеллярной фазы в гексагональную (переход La-HII). Считается, что этот переход имеет непосредственную связь с процессом слияния мембран.

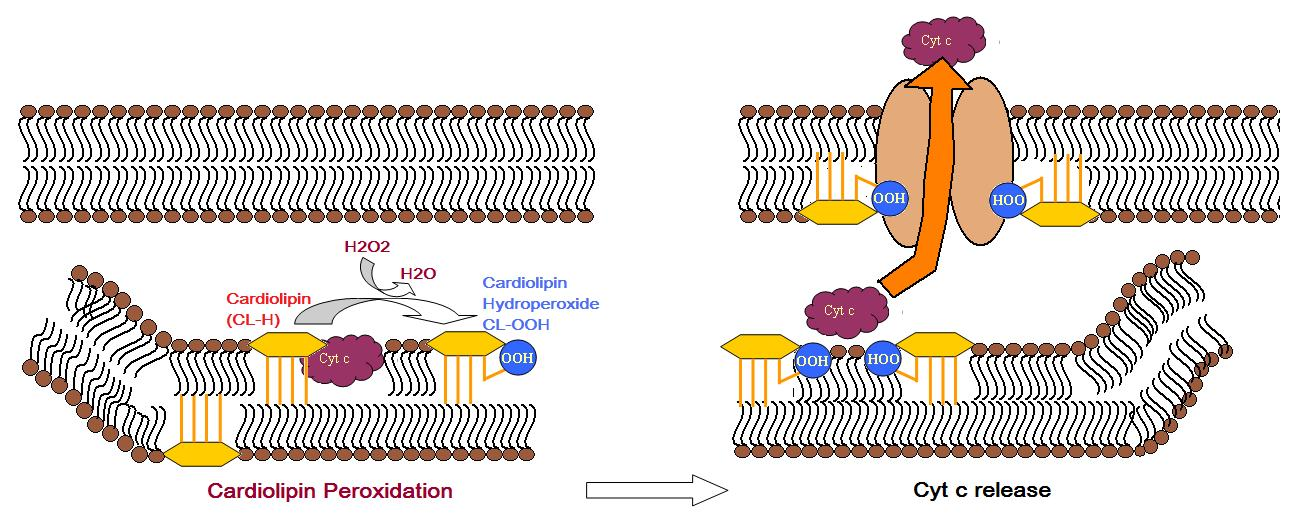
Участие кардиолипина в запуске апоптоза

### Участие в поддержании функционирования дыхательной цепи
Фермент цитохромоксидаза (комплекс IV дыхательной цепи) — большой трансмембранный белковый комплекс, обнаруженный в бактериях и митохондриях. Это последний из ферментов в цепи переноса электронов, расположенный в митохондриальной (бактериальной мембране). Комплекс IV катализирует перенос 4 электронов с 4 молекул цитохрома c на O2, в результате чего образуется две молекулы воды. Было показано, что для поддержания ферментативной активности комплекса IV необходимы 2 связанные с ним молекулы кардиолипина.
Для поддержания четвертичной структуры и функциональной активности цитохром-bc1-комплекса (комплекса III) также необходим кардиолипин. АТФ-синтаза (комплекс V) также демонстрирует высокую аффинность к кардиолипину, связывая кардиолипин в соотношении 4 молекулы кардиолипина на одну молекулу комплекса V.

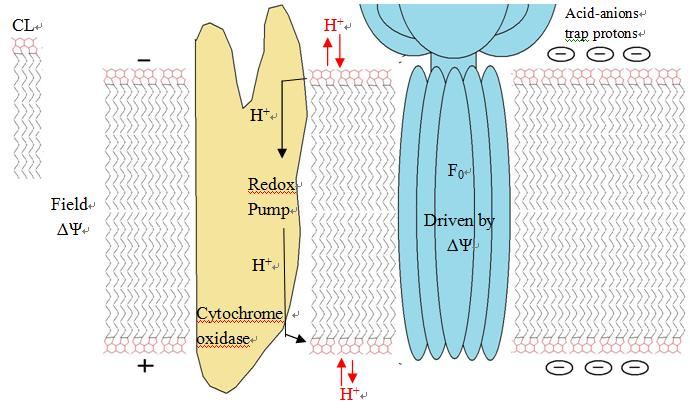
Кардиолипин как протонная ловушка в окислительном фосфорилировании

### Участие в запуске апоптоза
Кардиолипин-специфичная оксигеназа катализирует образование гидроперекиси кардиолипина, что приводит к конформационным изменениям последнего. Осуществляющееся в результате этого перемещение кардиолипина на внешнюю мембрану митохондрии способствует образованию поры, через которую может выходить цитохром c. Выход цитохрома c из межмембранного пространства митохондрии в цитозоль индуцирует процесс апоптоза.

### Протонная ловушка в окислительном фосфорилировании
В процессе окислительного фосфорилирования происходит перемещение протонов из матрикса митохондрии в межмембранное пространство, что обуславливает разницу в pH. Предполагается, что кардиолипин функционирует как протонная ловушка в митохондриальных мембранах, локализуя этот поток протонов и минимизируя тем самым изменения pH в межмебранном пространстве.
Эта функция объясняется особенностями структуры кардиолипина: захватывая протон, кардиолипин образует бициклическую структуру, которая несёт отрицательный заряд. Таким образом бициклическая структура может освобождать или связывать протоны для поддержания pH.

### Другие функции
- Транслокация холестерола с внешней на внутреннюю митохондриальную мембрану.
- Активация разрезания боковой цепи холестерина.
- Импорт белков в митохондриальный матрикс.
- Антикоагулянтная активность[19].

## Клиническое значение

### Болезни Альцгеймера и Паркинсона
Окислительный стресс и перекисное окисление липидов способствуют развитию потери нейронов и митохондриальной дисфункции в чёрной субстанции при развитии болезни Паркинсона, а также могут играть роль в патогенезе болезни Альцгеймера. Как установлено, содержание кардиолипина в мозге уменьшается по мере старения, а последние исследования на мозге крысы показывают, что причиной этого является перекисное окисление липидов в митохондриях, подверженный окислительному стрессу. Согласно другому исследованию, биосинтез кардиолипина может быть ослаблен, приводя к восстановлению 20 % кардиолипина. Наблюдается также связь с 15 % уменьшением функции комплексов I/III электрон-транспортной цепи, что считается ключевым фактором в развитии болезни Паркинсона.

### ВИЧ
Более 60 миллионов человек по всему миру заражены вирусом иммунодефицита человека. Гликопротеин вируса ВИЧ-1 (HIV-1) имеет по меньшей мере 4 сайта для нейтрализующих антител. Среди них мембранно-проксимальный участок особенно «привлекателен» как мишень для антител, так как он облегчает вход вируса в T-клетки и высоко консервативен в разных штаммах. Однако обнаружено, что 2 антитела 2F5 и 4E10 в мембранно-проксимальном участке взаимодействуют с собственными антигенами (эпитопами), в том числе с кардиолипином. Таким образом, затруднительно использовать такие антитела при вакцинации.

### Диабет
У людей, больных диабетом, сердечные приступы случаются в два раза чаще, чем у людей, не страдающих этим заболеванием. У диабетиков сердечно-сосудистая система поражается на раннем этапе заболевания, что часто заканчивается преждевременной смертью, делая сердечные заболевания основной причиной смерти людей, болеющих диабетом. Кардиолипин на ранних стадиях диабета находится в сердечной мышце в недостаточных количествах, что может быть вызвано липидо-разрушающим ферментом, который становится более активным при диабете.

### Рак
Отто Генрих Варбург впервые предложил, что происхождение рака связано с необратимым повреждением клеточного дыхания в митохондриях, однако структурная основа такого повреждения оставалась неясной. Так как кардиолипин является важным фосфолипидом внутренней мембраны митохондрии и необходим для осуществления функции митохондрии, была предложена идея, что именно аномалии в структуре кардиолипина могут негативно сказываться на функции митохондрий и биоэнергетике. Недавнее исследование, которое проводилось на опухолях мозга мышей, показало, что основные аномалии во всех опухолях связаны именно со структурой кардиолипина или его содержанием.

### Синдром Барта
В 2008 году доктор Кулик (Dr. Kulik) обнаружил, что все исследованные пациенты с Синдромом Барта имели нарушения в молекулах кардиолипина. Синдром Барта — редкое генетическое заболевание, которое, как было установлено в 1970-е годы, может приводить к смерти в младенческом возрасте. Этот синдром обусловлен мутациями в гене TAZ, кодирующем тафазин — фермент (фосфолипид-лизофосфолипид трансацилазу), участвующий в биосинтезе кардиолипина. Этот фермент катализирует перенос линолевой кислоты с фосфатидилхолина на монолизокардиолипин и является необходимым для синтеза кардиолипина у эукариот.
Одним из результатов мутаций является неспособность митохондрий поддерживать необходимое производство АТФ. Ген тафазина у человека расположен в длинном плече X хромосомы (Xq28), поэтому женщины-гетерозиготы не повержены синдрому Барта.

### Сифилис
Кардиолипин из сердца коров используется в качестве антигена в тесте Вассермана на сифилис. Антикардиолипиновые антитела могут быть использованы для диагностики других болезней, в том числе малярии и туберкулёза.